# Jan Ykema
Jan Ykema, né le 18 avril 1963 à Harlingen, est un patineur de vitesse néerlandais.

## Biographie
Aux Jeux olympiques d'hiver de 1988 organisés à Calgary au Canada, Gerard Kemkers est médaillé d'argent sur 500 mètres en battant le record national. Cette année, il obtient son meilleur résultat lors des Championnats du monde de sprint, une sixième place et remporte trois manches de Coupe du monde.

## Palmarès
| Compétition                         | Or             | Argent       | Bronze |
| Jeux olympiques                     |                | 1988 (500 m) |        |
| Championnats des Pays-Bas de sprint | 1982 1987 1988 |              |        |

## Records personnels
| Distance      | Temps         | Année |
| ------------- | ------------- | ----- |
| 500 mètres    | 36 s 76       | 1988  |
| 1 000 mètres  | 1 min 14 s 24 | 1988  |
| 1 500 mètres  | 1 min 59 s 11 | 1988  |
| 5 000 mètres  | 8 min 23 s 1  | 1980  |
| 10 000 mètres | 16 min 27 s 3 | 1982  |